# Aoral
Aoral (tiếng Khmer: ស្រុកឱរ៉ាល់) là một huyện srok thuộc tỉnh Kampong Speu ở miền trung Campuchia. Aoral có đỉnh Phnom Aural, là điểm cao nhất Campuchia.

## Hành chính
Aoral được chia thành 5 xã (khum)
| Khum (Xã) | Phum (Làng) |
| --------- | ----------- |
| '         |             |
| '         |             |
| '         |             |
| '         |             |
| '         |             |

| Mã     | Tên               |  |
| ------ | ----------------- |  |
| 050401 | Haong Samnam      |  |
| 050402 | Reaksmei Sameakki |  |
| 050403 | Trapeang Chour    |  |
| 050404 | Sangkae Satob     |  |
| 050405 | Ta Sal            |  |